# Ravissante
Pour plus de détails, voir Fiche technique et Distribution.
Ravissante est un film franco-italien réalisé par Robert Lamoureux, sorti en 1960.

## Synopsis
Maurice (Philippe Noiret) est un éditeur de spectacles, marié à la belle Françoise (Lucile Saint-Simon).
L'un des compositeurs et ami qui travaille pour lui, Marc Cotteret (Jacques Dacqmine) est l'époux de la capiteuse Évelyne (Sylva Koscina). Les deux épouses sont également amies.
Et voilà que Maurice se lance dans la périlleuse et immorale entreprise de séduire Évelyne. Profitant d'une absence de sa femme, il lui offre une sortie : repas fin, dancing, cour pressante, travaux d'approche. Il récolte un cruel râteau, sur le seuil de la belle coquette. Elle le vire, non pas pour les liens d'amitié des deux couples, non, elle en rajoute en lui disant tout net qu'il ne lui plaît pas !
Pire même, le lendemain, le mari, narquois et triomphant, lui dit qu'il est au courant de sa piètre tentative, et conclut que "Évelyne est coquette, elle aime plaire, elle allume, mais c'est moi qui l'éteins ! Quand elle écoute vos fadaises, c'est à moi qu'elle reste fidèle, mon pauvre Maurice !"
Vexé, mortifié, ce bon gros Maurice cherche un moyen de se venger.
Justement, il a dans ses relations un beau grand et mince commandant de bord sur Caravelle, Thierry (Robert Lamoureux), irrésistible séducteur à qui nulle femme ne résiste.
Et donc, le bon Maurice vient demander à son pote pilote de draguer la belle allumeuse, rien que pour le venger, lui, de la savoir faillible. Thierry se fait un peu prier, fait le chic type modeste, mais bon, il finit par accepter.
Le tout, maintenant, c'est de faire rencontrer Thierry et Évelyne.
Maurice téléphone à Évelyne, se fait tout humble, implore son pardon, et demande une ultime entrevue d'explication, à Chantilly, dans une auberge accueillante. Évelyne se fait longuement prier, Maurice se fait suppliant. Tu parles, il faut bien qu'elle vienne, cette dinde, au rendez-vous où l'attendra le renard imprévu.
L'ennui, c'est que pendant qu'il supplie et négocie, Françoise, son épouse, rentrée à l'improviste, surprend la conversation au téléphone, à l'insu de Maurice ! Elle en déduit que son mari donne rendez vous à Évelyne, ce qui n'est pas tout à fait vrai. Elle décide d'agir, pour surprendre les coupables.
Au jour dit, Thierry l'aviateur, dans son uniforme galonné, pilote son coupé sport sur la route forestière, vers l'auberge du rendez-vous. Entre-temps, Françoise y est déjà arrivée, en taxi, et attend l'arrivée des coupables potentiels, son mari et son amie.
Quant à Évelyne, elle roule aussi vers le même endroit. Mais voilà, bifurcation, refus de priorité ! Elle se crashe contre une voiture sport pilotée par un élégant, un beau, un magnifique pilote qu'elle ne connaît pas.
Celui-ci se dit pressé « J'ai à séduire quelqu'un dans le secteur » (sic). Il peut repartir, laisse sa carte à l'inconnue, la laisse se démerder avec un garagiste. Voilà Evelyne hors jeu, elle ne sera pas à l'auberge.
Thierry arrive à l'auberge, demande si une dame est arrivée ; le tenancier, l'air entendu, lui désigne le parc. Et Thierry rencontre Françoise, l'épouse de Maurice, croyant rencontrer Évelyne !
Toujours gentil sympa fraternel, amusant et plein d'humour, le pilote (réalisateur scénariste) est évidemment une rencontre troublante, même pour une épouse sage et fidèle.
Pire même, se croyant en présence de l'allumeuse Évelyne, Thierry lui raconte que Maurice a été très vexé et très malheureux de la rebuffade, et lui révèle qu'il n'est là que sur ordre, pour la séduire. Tu parles que Françoise fait son profit de la révélation.
Elle annonce à Maurice qu'elle part visiter sa maman, et prend un billet d'avion pour Rome. Stupeur de Thierry qui découvre la prétendue femme fatale allumeuse… passagère de son avion!
Le couple improvisé s'offre une ardente journée à Rome. Maurice est cocufié par le séducteur qu'il avait envoyé à Évelyne. 
Interlude, à Paris, le mari d'Évelyne, le compositeur Marc (Jacques Dacqmine, spécialisé dans les rôles de cocus, depuis que Caroline chérie l'avait trompé), enregistre sa chanson titre "De Rome à Paris, elle est je vous dis, Ravissante" chantée par Eddie Constantine (grosse pointure du show biz de l'époque). Bon, la musique du film est engrangée. Une bonne chose de faite. 
Le couple adultère quitte l'hôtel, prend le taxi, pour l'aéroport de Rome. Là, le pilote quitte sa passagère, chacun son portique et son trajet. Mais voilà que… Ma qué ! Accidente ! La pauvre Françoise ne retrouve pas son passeport. Aucun moyen d'avertir Thierry, qui effectue sa procédure de départ. Les flics disent à Françoise qu'elle a encore le temps de retourner à l'hôtel. La pauvre amante acculée, affolée se jette dans un taxi, retourne jusqu'à l'hôtel, récupère son passeport, repart. Et voit évidemment la Caravelle décoller sous son nez. Pas d'avion jusqu'au lendemain pour Paris ! Elle parvient à envoyer un message au commandant de bord, en vol, qui apprend que… "Évelyne" est restée bloquée à Rome (parce que Thierry croit toujours avoir affaire à Evelyne).
Thierry envoie un message à Maurice, du style "Mission accomplie, je l'ai tringlée, ton allumeuse. Mais elle est restée en carafe à Rome jusqu'à demain. Arrange le coup avec ton pote musicien, dis lui par exemple que sa femme est allée au cinéma avec la tienne."
"Ah oui, bonne idée! D'autant plus que la mienne est chez sa mère, elle ne pourra pas démentir !"
Coup de téléphone narquois de Maurice à Marc, pour lui apprendre que sa vertueuse, son imprenable épouse est allée au cinéma avec sa femme, et qu'elle va probablement rentrer tard. 
Le faux cocu, tranquillisé, se fait une crème chantilly, sur le conseil goguenard de Maurice. Il va se coucher… et trouve sa femme au lit, qui apparemment n'est pas sortie ! Le mec se pose des questions, on le comprend. D'autant plus qu'il se souvient du râteau subi par Maurice. Et là dessus, le matin, le garagiste de Chantilly téléphone que la voiture de la dame est réparée!
Du coup, Marc prend les choses en main, confronte Maurice et Évelyne, qui protestent de leur innocence. Il les emmène jusqu'à l'auberge, où, bien évidemment, le tenancier confirme qu'il n'a jamais vu ce monsieur et cette dame. Il y a bien eu un couple, oui, dont un bel aviateur, divin et sublime, mais pas ces messieurs dames.
Chacun a son petit morceau de vérité :
- Maurice sait que Thierry a rencontré une femme à l'auberge, mais que ce n'était pas la bonne ;
- Marc est définitivement rassuré, son imprenable Évelyne est innocente ;
- Thierry croit encore qu'il a couché avec Évelyne, alors qu'il a couché avec Françoise ;
- Françoise, seule, connaît la position de chacun, mais elle est encore à Rome

## Fiche technique
- Réalisateur : Robert Lamoureux
- Scénario, Adaptation et Dialogue : Robert Lamoureux
- Assistant réalisateur : Maurice Regamey
- Titre italien : Le mogli degli altri
- Titre anglais : Ravishing
- Images : Yves Le Fèbvre
- Musique : Henri Bourtayre, Paul Durand
- Décors : Rino Mondellini
- Son : Raymond Gauguier
- Montage : Christian Gaudin
- Genre : comédie
- Production : Compagnie Industrielle et Commerciale Cinématographique (CICC - Raymond Borderie) - Fono Roma - Panorama Films, Film d'art
- Directeur de production : Charles Borderie, Henri Diamant-Berger
- Pays de production :  France /  Italie
- Langue: français
- Couleur: noir et blanc
- Son: Mono
- Classification: Finlande : S
- Durée: 72 min
- Date de sortie :
  - France : 14 décembre 1960

## Distribution
- Robert Lamoureux : Thierry
- Sylva Koscina : Evelyne Cotteret
- Philippe Noiret : Maurice
- Lucile Saint-Simon : Françoise
- Jacques Dacqmine : Marc Cotteret
- Raoul Marco : L'aubergiste
- Dominique Page : Hélène
- Donatella Mauro : L'hôtesse italienne
- Roger Crouzet : Le steward
- Lucien Frégis : Le garagiste
- Brigitte Juslin : Louise
- Monique Just : L'Italienne
- Arielle Coigney
- Eddie Constantine : Participation en chanteur
- Robert Rollis : L'homme qui renseigne Thierry
- Nando Bruno : Le policier italien
- Robert Willar : Gilbert
- Roger Canvio : Le radio